# Hiei (csatacirkáló)
A Hiei (比叡) csatacirkáló a Japán Birodalmi Haditengerészet flottájában szolgált az első és második világháború ideje alatt. A Kongó osztályú csatacirkálók közül, a négy darabból másodikként került megépítésre. Erős fegyverzet, nagy sebesség és elégtelen vértezet jellemezte őket.
Az osztály terveit George Thurston brit hajómérnök tervezte, az első egység, a Kongó Nagy-Britanniában, az osztály többi hajója Japánban épült. A Kongó osztály gyakorlatilag a brit Lion osztályú csatacirkálók exportváltozata volt, a brit hajókénál gyengébb páncélzattal, de kissé erősebb fegyverzettel. Ezeket a csatacirkálókat többször átépítették és korszerűsítették, a második világháború előtti utolsó modernizálási program után, könnyű páncélzatuk ellenére már a csatahajók közé sorolták őket.
A hajó nevének eredete, hasonlóan a többi testvérhajójával egy hegyhez köthető. A Hiei-hegy Kiotó északkelete részén található. Nem ő volt az első hajó ezzel a névvel. A Kongó osztály már a 19. században létezett. Elődje Angliában készült 1878-ban, majd részt vett a orosz–japán háborúban 1904 és 1905-ben, majd 1906-ban mentőhajónak sorozták be, végül 1912-ben adták el roncsként.
A Hiei az első világháború ideje alatt főként felderítőhajóként szelte a tengert a kínai partoknál, valamint részt vett az 1923-as nagy kantói földrengéskor a mentőmunkálatokban is.
Az 1930-as évek közepén pedig az akkori császár, Hirohito személyes hajójaként volt nyilvántartva. Ez idő alatt részt vett a jokohamai haditengerészeti bemutatón is 1933-ban mint a császár zászlóshajója. A hajó vesztét a második világháború alatt, 1942-ben amerikai nehézcirkálók, könnyűcirkálók és rombolók, valamint légitámadások okozták.

Az Kongó osztály első hajója és egyben névadója a Kongó (金剛) még Angliában készült. A Hiei már Japánban, a jokoszukai tengerészeti hajógyárban készült el 1911. november 4-én, legtöbb alkatrésze azonban még Angliában lett legyártva. Vízre bocsátásának időpontja 1912. november 21-ére esett. A haditengerészet kötelékébe hivatalosan 1914. augusztus 4-én lépett. A Kongó osztály további két tagjának a neve a Kirisima (霧島) és Haruna (榛名) volt. Ebben az időben a világ  legjobban felszerelt, de csak gyengén páncélozott hajói közé tartoztak.

## Fegyverzete és felépítménye
A Hiei fő fegyverzete 8 darab brit licenc alapján gyártott, 356 mm-es L/45 ágyúból (Vickers 14 inch/45 naval gun) állt, a löveg tömege 86 t, hossza 16,0002 m, a lövedék tömege: 673.5, maximális lőtávolsága: 35.45 km. A 356 mm-es lövegek négy kétágyús páncélozott lövegtoronyban kaptak helyet. Másodlagos fegyverzetét a 16 darab 152mm ágyú, egyesével kazamatákba építve, valamint 8 darab 76mm-es löveg alkotta. Rendelkezett ezenfelül még légvédelmi lövegekkel és torpedóvető csövekkel is. A légvédelmi fegyverek száma 4 darab 6,5mm-es lövegre korlátozódott, ezáltal a hajó veszélynek volt kitéve egy esetleges légicsapások miatt. A torpedóvetők száma 8 darab volt, ezek 4x2-es elrendezésben voltak jelen.
1935-ben a Hiei fegyverzete modernizáláson esett át. Főként a légvédelmet fejlesztették. A 6,5mm-es lövegeket lecserélték a 96-os típusú, 25mm-es légvédelmi ágyúkra, melyeknek darabszáma összesen 20 darabra nőtt, 10x2-es elosztásban. Az eredeti 76mm-es lövegeket is leszerelték, helyettük szintén 8 darab, 127mm-es DP löveget szereltek fel, melyek egyaránt alkalmasak voltak a felszíni illetve légi célpontok elleni támadásokra. Felszereltek rá, ezenkívül még két darab repülőgépdarut is, melyek a hidroplánok a hajótestre való visszaemelését segítette elő. A felszállásukat megkönnyítő katapultokat szintén ellátták.
A hajó vízkiszorítása 37 200 tonna, hossza 222 méter, szélessége 31 méter, vízbemerülése 9,7 méter volt. Maximális sebessége 30 csomó mely kilométerbe átszámítva 55,56 km/h volt. A hajó hatótávolsága összesen 18507 km volt. Legénységének száma 1360 fő.
Páncélzat az utolsó modernizáció után, 1940-ben: övpáncél: 203 – 76 mm, fedélzet: 69.85 mm, az övpáncél két végét lezáró keresztválaszfalak: elől: 127 – 228.6 mm, hátul: 152 – 203 mm, fedélzet: 69.85 – 102 mm, lövegtorony: 254 mm (homlokpáncél), parancsnoki harcálláspont: 254 mm.

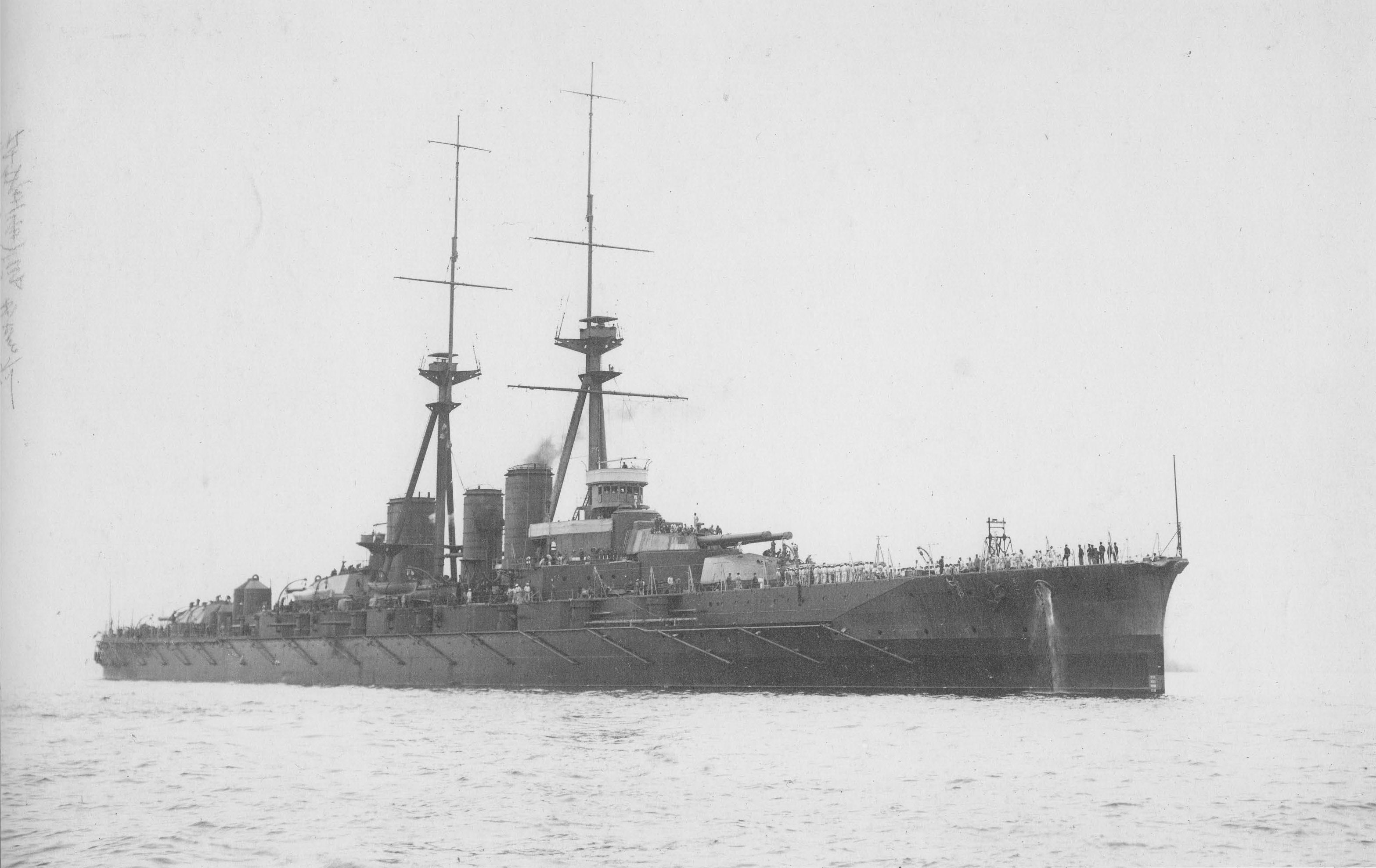
A Kongo osztályú japán Hiei csatacirkáló 1914-ben.
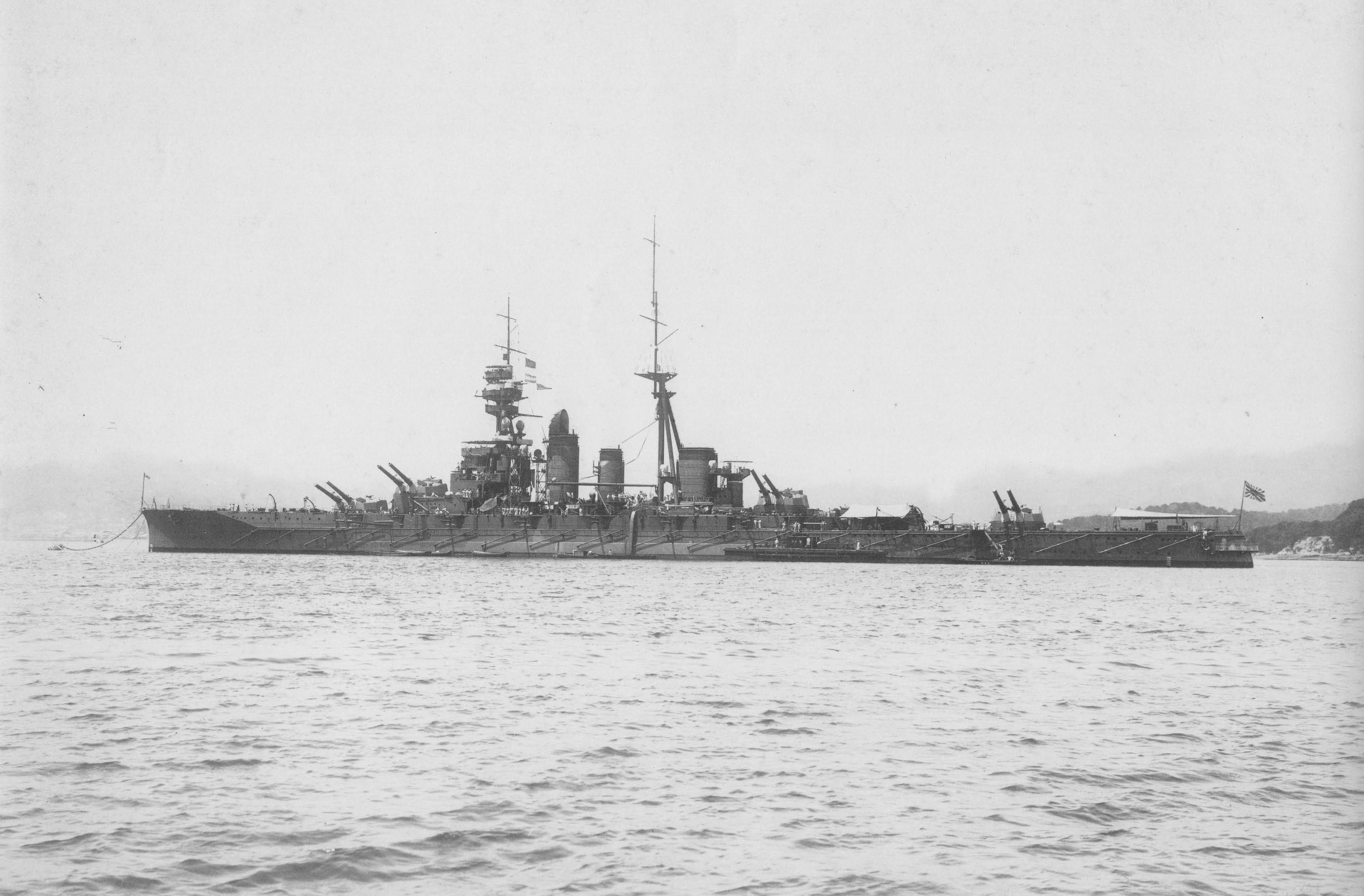
A japán Hiei csatacirkáló első átépítése után, 1926-ban.
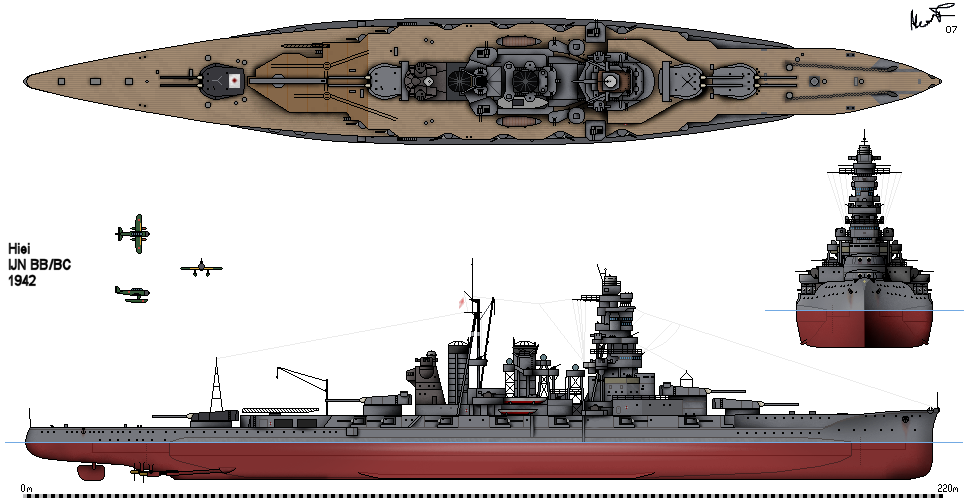
A Hiei japán csatacirkáló második átépítését követően, 1942-es állapotában.
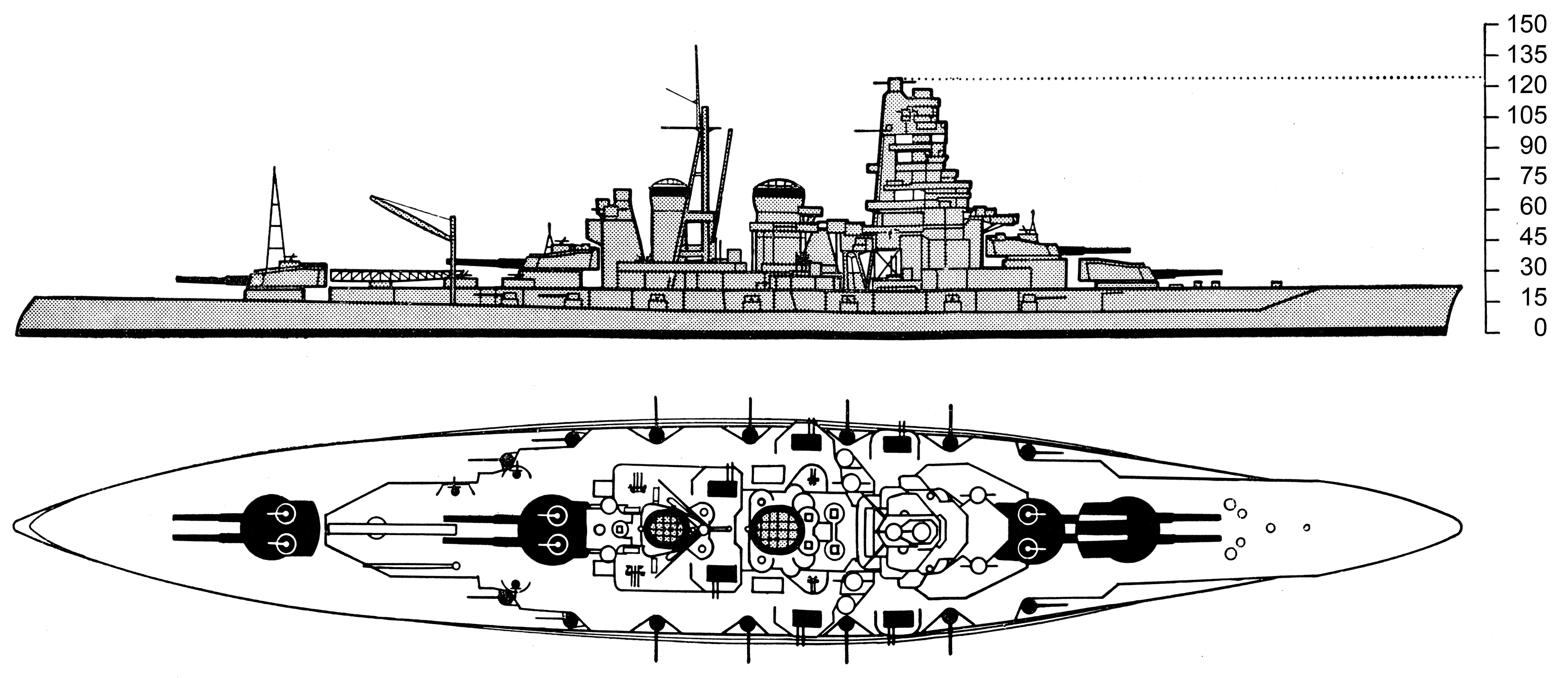
Az amerikai haditengerészet (US Navy) azonosító rajza a Kongo osztály egységeiről, 1944-ből.

## Szolgálat
A Hieit 1914 augusztus 4-én sorolták be a szaszeboi tengerészeti körzetbe, mielőtt hozzácsatolták volna az első flotta harmadik csatahajó osztagához. 1916-ban felderítő feladatokat látott el az újonnan elkészített testvérhajóival a Kirisimával és a Harunával a kínai partok közelében. 1917-ben a Hiei többnyire Szaszebóban állomásozott a testvérhajóival. 1920-ban tartalékba helyezték. Az 1923 szeptemberében történt nagy kantói földrengés idején a legtöbb japán hajót bevetették a mentőmunkálatokban, így ebben a Hiei is segédkezett. 1922-ben a washingtoni haditengerészeti egyezmény értelmében korlátozták az építhető nehéz hadihajók számát, ezáltal 1931-ig Japán nem építhetett új csatahajókat, vagy csatacirkálókat. 1927 júliusában Takamacu herceg, Hirohito fiatalabb testvére irányítása alá került. Ezután nem sokkal több fejlesztésen ment keresztül.
1929. október 15-én a Hieit demilitarizálták és iskolahajónak nyilvánították, ezzel elkerülve a hajó szétbontását. Ezt a kurei haditengerészeti bázison végezték el. Eltávolították fegyverzete egy részét, köztük a torpedóvetőit, leszerelték a páncélzatát, valamint a kéményeinek a számát háromról kettőre módosították. A sebességét 18 csomóra, km/h-ban 33-ra csökkentették. Az összes leszerelt fegyverzetét elraktározták. 1929 novemberében a hajót újra tartalékállományúvá minősítették.
1931 szeptemberében Japán támadást indított a kínai tartomány, Mandzsúria ellen, melyet elfoglalása után bábállammá alakított Manchukuo néven. A Nemzetek Szövetsége szerint ezzel Japán megsértette a kínai szuverenitást és a nemzetközi törvényeket. Japán válaszul kilépett a Nemzetek Szövetségéből és felmondta a washingtoni egyezményt is, ezzel megszüntetve minden eddigi korlátozást ami akadályozta a hajóépítésben.
1937 és 1941 között megkezdődött a Hiei modernizálása. Páncélzatát kissé megerősítették, új hajógépeket kapott, és 56,5 km/h sebességével kitűnt, emiatt új besorolást kapott, gyenge páncélzata ellenére gyors csatahajóvá nyilvánították.
1941 novemberében az első flotta harmadik csatahajó egységébe sorolták be újra. Még ez évben, november 26-án kihajózott a Kirisimával és 6  repülőgép-hordozóval, hogy december 7-én csapást mérjen az amerikaiak csendes-óceáni flottájára, amely Pearl Harborban tartózkodott. A támadásban összesen két csatahajót semmisítettek meg (USS Arizona, USS Oklahoma), valamint többet megrongáltak a japán erők. A  támadás és a hadiállapot beállta után a Hiei visszatért Japánba.
1942-ben több ütközetben is részt vett. Először január 17-én hajózott ki, hogy hordozókat támogasson a harmadik csatahajó egység több tagjával Februárban újból kihajózott több hordozóval és rombolóval, hogy válaszcsapást mérjen az amerikaiak által elkövetett rajtaütések miatt a Gilbert és Marshall szigetek körzetében. Március elsején újabb feladatot kapott mint kísérő hajó Kirisimával és Csikuma nehézcirkálóval. 1942 áprilisában a Hiei és a harmadik csatahajó egység csatlakozott egy összevont flottához, hogy rajtaüssenek az öt csatahajóból, két nagyobb és egy könnyű repülőgép-hordozóból, számos cirkálóból és rombolóból álló brit Keleti Flottán (Eastern Fleet) az Indiai-oceánon. Április 5-én kezdték meg a támadást a colomboi kikötő ellen. Április 8-án japán hordozók támadást indítottak a Királyi Haditengerészet Trincomalee-i bázisa ellene, ahonnan még előző éjszaka elhajóztak az angolok. A támadásból visszatérve vette észre a Haruna felderítő repülőgépe HMS Hermes brit könnyű repülőgép-hordozót,  mely a légi csapás után nem sokkal elsüllyedt.
A midwayi csata idején, 1942 május 27-én a Hieit a Kongóhoz és négy másik nehézcirkálóhoz osztották be, Kondó Nobutake admirális alá. Az egyesült flotta vereséget szenvedett és 4 darab hordozó is elsüllyedt. Kondó a flottát visszavezette Japánba. A Hiei a júliust a szárazdokkban töltötte. Augusztusban vett részt újra a harcokban mint a Shókaku repülőgép-hordozó kísérője a Salamon-szigeteknél. Októberben újra beosztást kapott, ezúttal Abe Hiroaki admirális alatt szolgált. Október 13-án az esti órákban támadást indítottak Guadalcanal szigetén Henderson Field amerikai repülőtere ellen. A Hiei feladata a biztosítás volt, amíg két testvérhajója a Kongó és a Haruna közel teljesen lerombolta a repülőteret. Október 26 és 30 között a Hiei, testvérhajóival együtt részt vett a Santa Cruz szigeteki csatában.
Utolsó csatája 1942. november 10-én kezdődött. Trukból hajózott ki Abe Hiroaki admirális vezetése alatt a Kirisimával és 11 rombolóval, hogy biztosítsák a Henderson Field környéki területet, ugyanis egy nagyobb, japán csapatszállító konvojnak kellett volna elhaladnia a térségben. Azonban az amerikaiak felfedezték a közeledtüket ezért az amerikai haditengerészet Danial J. Callaghan vezetésével két nehézcirkálót, három könnyűcirkálót és nyolc darab rombolót vezényelt ki, hogy megtámadják a japán flottát Ironbottom-szorosnál. Abe észlelte, hogy flottáját felfedezték az amerikaiak, de nem gondolta, hogy komolyabb ellenállásba fog ütközni ezért a lövegekben repeszromboló lövedékek voltak, melyekkel Herderson Field-et akarta támadni. Az amerikai nehéz- és könnyűcirkálók és rombolók támadása után a  356 mm-es lövegeket páncéltörő lövedékkel kellett feltölteni. A Hiei tüzet nyitott egy amerikai légvédelmi könnyűcirkálóra, az USS Atlantára, ezzel megkezdve az első tengeri ütközetet Guadalcanalért.
A USS Atlanta megsemmisítette ugyan a Hiei keresőfényeit, azonban a japán hajó sikeres lövést adott le az Atlanta hídjára. Ezután a Hiei és Kirisima elsüllyesztett egy és megrongál még egy rombolót, ezzel a Hiei magára vonta az amerikai hajók figyelmét, amelyek 127 mm-es könnyű lövegei a közelharcban súlyos sérüléseket okoztak a Hiei gyengén, vagy egyáltalán nem páncélozott felépítményeiben. Találatot kapott a hajó hídja is, emiatt Abe Hiroaki tengernagy is megsérült. Mivel az amerikai hajók legjobban a Hieire koncentráltak, így a Kirisima el tudott menekülni és sikeres találatot leadni a USS San Francisco nehézcirkálóra, megölve Daniel J. Callaghan admirálist. A Hiei azonban már nem tudott elmenekülni. Találatot kapott a kormányműve. Abe, miután a hajóját súlyos találat érte visszavonulást rendelt el. A Kirisima megpróbálta elvontatni a Hieit, de a kormánymű sérülése miatt a hajó csak körbe körbe forgott. November 14-én a Hiei újabb támadást kapott amerikai B-17-es nehézbombázóktól mialatt folyamatosan körbeforgott. Később további torpedótalálatokat szenvedett el Grumman TBF Avanger torpedóbombázóktól. Végül este süllyedt el, legénységéből 188 fő elesett. Ezzel a Hiei volt az első csatahajó, amelyet a japánok elveszítettek a második világháború során. A hajó pusztulása elsősorban gyenge páncélzatának következménye, mely az amerikai nehézcirkálók közepes kaliberű, 203 mm-es és könnyűcirkálók és rombolók könnyű  127 mm-es lövedékei ellen sem nyújtott kis távolságból megfelelő védelmet.
2019 február 6-án találták meg a roncsát 900 méter mélyen az óceánban északnyugatra a Savo szigetektől a Salamon-szigeteknél. A roncs feltárása során a kutatók arra a következtetésre jutottak, hogy a hajó lőszerkészlete a süllyedés ideje alatt felrobbant.